# オールミュージック
オールミュージック（AllMusic）は、アメリカ合衆国の音楽に関するデータベースサイト。1991年に設立され、1994年よりインターネット上でのデータベースの利用が可能となった。データベースにはMySQLとMongoDBを使用。

## 来歴
1991年に大衆文化アーキビストのマイケル・アールワインによって「AllMusic Guide」として設立。音楽ファンのためのガイドブックを出版した。
1992年に1,200ページの参考図書『All Music Guide: Best CDs, Albums and Tapes』を発売。1994年に初のオンライン版が登場し、当時はGopherサイトとして運営していた。その後、World Wide Webに移行。
アールワインは、データベースエンジニアのウラジミール・ボグダノフを雇って、「AllMusic Guide」のフレームワークの設計を行い、アールワインの甥で音楽評論家であるスティーヴン・トマス・アールワインを雇って編集コンテンツの開発を行った。1993年には音楽で精通しているクリス・ウッドストラがエンジニアとしてスタッフに加わる。
1996年、アライアンス・エンターテインメントがアールワインから「AllMusic Guide」を350万ドルで買収。
1999年、ビッグ・ラピッズからアナーバーに移転。同時にスタッフを12人から100人に増員した。同年2月までに、35万作のアルバムと200万作の楽曲がカタログ化され、歴史家や評論家による3万組のアーティストの伝記や12万件のレコードのレビュー、300件のエッセイが公開された。
2007年8月、『PCマガジン』誌が発表した「Top 100 Classic Websites」の第19位にランクイン。
2012年、アーティスト側の要請により、オールミュージック内のブライアン・アダムスに関する情報を削除。
2015年、BlinkX（後のRhythmOne）によって買収される。

## 「オール・ミュージック・ガイド」シリーズ
※タイトル横のカッコ内は、第1版の発売日。
- All Music Guide: The Definitive Guide to Popular Music（1992年）
- All Music Guide to Jazz: The Definitive Guide to Jazz Music（1994年）
- All Music Guide to Rock: The Definitive Guide to Rock, Pop, and Soul（1995年）
- All Music Guide to the Blues: The Definitive Guide to the Blues（1996年）
- All Music Guide to Country: The Definitive Guide to Country Music（1997年）
- All Music Guide to Electronica: The Definitive Guide to Electronic Music（2001年）
- All Music Guide to the Music of 2002: Your Guide to the Recordings of the Year（2003年）
- All Music Guide to Hip-hop: The Definitive Guide to Rap & Hip-hop（2003年）
- All Music Guide to Soul: The Definitive Guide to R&B and Soul（2003年）
- All Music Guide to the Music of 2003: Your Guide to the Recordings of the Year（2004年）
- All Music Guide to Classical Music: The Definitive Guide to Classical Music（2004年）
- All Music Guide Required Listening: Classic Rock（2007年）
- All Music Guide Required Listening: Contemporary Country（2008年）